# Kochowo
Kochowo [pronunciación en polaco: /kɔˈxɔvɔ/] es un pueblo ubicado en el distrito administrativo de Gmina Słupca, dentro del Distrito de Słupca, Voivodato de Gran Polonia, en el oeste de Polonia central. Se encuentra aproximadamente a 9 kilómetros al noreste de Słupca y a 70 kilómetros al este de la capital regional Poznań.